# Walt Disney Animation Studios
Walt Disney Animation Studios (Уолт Дисней Энимейшн Студиос, WDAS) — американская анимационная студия (компания), которая является ключевым составным звеном компании Уолта Диснея.

## История
- C 1934 года (год начала работ над анимационным фильмом «Белоснежка и семь гномов») студия была одним целым вместе с Walt Disney Productions и именовалась Walt Disney Feature Animation.
- В результате корпоративной реструктуризации в 1986 году была создана The Walt Disney Company и студия стала её дочерней компанией.
- После приобретения компанией Disney в 2007 году студии Pixar Walt Disney Feature Animation получила своё нынешнее название Walt Disney Animation Studios.

## Расположение
Анимационная студия расквартирована в городе Бербанк, штат Калифорния через улицу от основного комплекса Walt Disney Studios, в специальном здании, построенном в 1995 году. Вспомогательные студии в парке развлечений «Disney-MGM Studios» в городе Лейк-Буэна-Виста, штат Флорида (1989—2003) и в Парижском Диснейленде (1995—2002) были закрыты, чтобы сосредоточить всю работу над компьютерной анимацией в Бербанке. Председателем WDFA официально был Рой Эдвард Дисней с 1985 года до отставки в ноябре 2003 года, который оказывал большое влияние на всё подразделение. Большинство решений, однако, принималось президентом WDFA, который официально подчинялся Диснею, но на практике находился в зависимости от распоряжений главы компании Уолта Диснея — Майкла Эйснера.
В настоящее время президентом объединённой студии Disney-Pixar является Эд Катмулл, а Джон Лассетер — главный креативный инспектор студии. Кэтмолл подчиняется президенту и генеральному директору Walt Disney Company Роберту Айгеру и председателю Walt Disney Studios Дику Куку. Лассетер отчитывается перед президентом и генеральным директором Робертом Айгером.

## Достижения
Анимационная студия Walt Disney Animation Studios примечательна своими инновациями, которые стали стандартами в анимационной индустрии:
- многоплановая камера (англ. multiplane camera), которая используется при создании комплексной анимации с использованием чередующихся слоёв (впервые использовалась в короткометражном мультфильме «Старая мельница», награждённом «Оскаром», затем в «Белоснежке и семи гномах»)
- реалистическая анимация спецэффектов и человеческих персонажей («Белоснежка и семь гномов»)
- комбинированные игры актёров и анимированных элементов на цветной плёнке («Три кабальеро»)
- использование в анимации ксерокопирования для перевода рисунков на целлулоид (разработано для создания мультфильма «101 далматинец», впервые опробовано в нескольких сценах в «Спящей красавице» и полностью использовано в короткометражном мультфильме «Goliath II», награждённым «Оскаром»)
- внедрение в процесс создания мультфильмов цифровых технологий, их использование при раскрашивании, наложении изображений и звукозаписи. Для этих целей компанией специально разработано программное обеспечение «Система производства компьютерной анимации» (англ. Computer Animation Production System, сокр. CAPS).